# Litera Könyvkiadó (1969–1989)
A Litera Könyvkiadó Bukarestben 1969 végén létesített és 1989-ig fennállt állami könyvkiadó, amely a szerzők költségén vállalta eredeti műveik megjelentetését. A kisszámú belső munkatárs feladata a benyújtott kéziratok lektoráltatása s kedvező vélemény esetén megjelentetésük nyomdai útjának egyengetése. Megalakulásakor igazgatója a Sajtó-főigazgatóság egykori vezetője, Bihari László volt. Magyarul 1971-ben jelentette meg első könyvét: Lászlóffy Csaba Bolondok játékai c. színdarabkötetét; rajta kívül olyan szerzők fordultak hozzá, akik ebben a keretben érezték biztosítottnak műveik nyilvánosság elé kerülését és ezt követően a megmérettetést, amiért nemcsak az állami kiadóknál járó honoráriumról mondtak le, hanem anyagi áldozatot is készek voltak vállalni.
A Litera Könyvkiadónál jelentek meg még Böszörményi Zoltán (1979, 1981), Fülöp Lídia (1977, 1979), Horváth Loránd (1983), Z. Jakab István (1977), Kercsó Attila (1981), Kövesdi Kiss Ferenc (1971, 1977), Veress Endre (1981, 1984) verseskötetei, Réthy István novellái (1986), Csata Ambrus ifjúsági regénye (1983), Almási Tibor és Károlyi S. Mihály képzőművészeti kismonográfiája Gyárfás Jenőről (1979), Bartos-Elekes Ildikó marokkói úti beszámolója (1985).